# Метлар
Метлар је мајстор занатлија који прави метле.

## О занату
Метлари су занатлије који производе метле за сеоска и градска домаћинства, а које се користе за чишћење и спремање углавном отвореног простора. Метле се производе од гранчица брезе, пиринча или сирка везаних у сноп. 
Метлари се сем производње метли баве и продајом метли, као и дорадом сирка, а неретко и четкарсвом.
Метларство се појавило прво као домаћа радиност и ослањало се искључиво на ручни рад. Осавремењивањем технологије производње и развојем тржишта метли дошло је до оснивања мањих метларских радионица какве карактеришу садашњу малу привреду, а касније и фабрике метли са свим карактеристикама индустријског начина производње. Занатске радње и фабрике метли теже да освоје основе савремене механизације, технологије и организације рада са циљем побољшања ефикасности и постизања квалитета и квантитета којим би метле биле конкурентне на тржишту.
Метле произведене у домаћој радиности су се израђивале ручно и споро и одржале су се до данашњих дана. Сировина за производњу се сакупљала у природи или су је произвођачи узгајали сами. Изглед својих производа прилагођавали су локалним навикама и специфичним захтевима својих купаца, и својих личних. Захваљујући променама у условима привређивања, приватна иницијатива захватила је и метларство. Отварале су се метларске радионице, претежно као породични бизнис.
На територији наше земље Бачки Петровац је био центар производње и дораде сирка и метларства када је реч о индустријској производњи. Историјат метларсва у Бачком Петровцу везан је за оснивање прве метларске радионице одмах после завршетка Првог светског рата. Остали центри су били у Кањижи, Селенчи, Пожаревцу, Тителу, Шапцу, Бечеју, Новом Саду.
Метларски занат је тесно повезан са сировинском базом, тј. производњом сирка метлаша.